# Punta Licosa
Punta Licosa ou cap de Licosa est un cap d’Italie, dans la mer Tyrrhénienne, à l’entrée ouest du golfe de Salerne.
Il se trouve proche du hameau de Licosa et en face de l'île de Licosa. C'est le Posidium Promontorium des anciens.

## Source
« Punta Licosa », dans Pierre Larousse, Grand dictionnaire universel du XIXe siècle, Paris, Administration du grand dictionnaire universel, 15 vol., 1863-1890 [détail des éditions].